# Vicente Taiano Basante
Vicente Giovanny Taiano Basante (Guayaquil, 18 de mayo de 1980)[cita requerida] es un abogado y político ecuatoriano. Actualmente se desempeña en el libre ejercicio de su profesión en el estudio jurídico Taiano y Asociados. Previamentre fue gerente de la Autoridad de Tránsito Municipal de Guayaquil. Fue asambleísta por el distrito 2 de la Guayas por el Partido Social Cristiano. Además, anteriormente se desempeñaba como el secretario municipal del Concejo Cantonal de Guayaquil, cargo que ejerció hasta el 17 de noviembre de 2016.

## Biografía
Hijo de Vicente Taiano, nació en Guayaquil el 18 de mayo de 1980. Estudió en el Colegio San José La Salle, y cursó su bachillerato en el Liceo Naval de Guayaquil, para luego realizar sus estudios superiores en Ciencias Sociales y Políticas en la Universidad Católica Santiago de Guayaquil, y en Jurisprudencia, obteniendo el título de Abogado de los Juzgados y Tribunales de la República del Ecuador en la misma alma mater, en el 2004. Obtuvo luego su título como Doctor en Jurisprudencia en la Universidad de Guayaquil al año siguiente. Realizó estudios de posgrado en Derecho Constitucional en la Universidad de Guayaquil, y en 2012 se graduó como Magíster en Derecho Penal y Criminología por la Universidad Regional Autónoma de los Andes. Tiene su propia firma de abogados. Fue docente de Procedimiento Penal en la Universidad Católica Santiago de Guayaquil.

## Carrera política
Ingresó al Congreso Nacional del Ecuador cuando resultó elegido como diputado alterno por la provincia del Guayas en el 2006. Fue mocionado Secretario General del Congreso, obteniendo el cargo por votación mayoritaria, el 5 de enero de 2007. Asumió el cargo de diputado principal cuando su diputada titular, Gloria Gallardo, fue destituida en marzo de 2007 por el Tribunal Supremo Electoral durante la crisis legislativa causada por el pedido de aprobación de consulta popular del presidente Rafael Correa para la instauración de la Asamblea Constituyente de 2007.  Sin embargo, posteriormente fue cesado de sus funciones, junto con el resto del Congreso, una vez que la Asamblea Nacional de Ecuador se instaló en noviembre del mismo año.

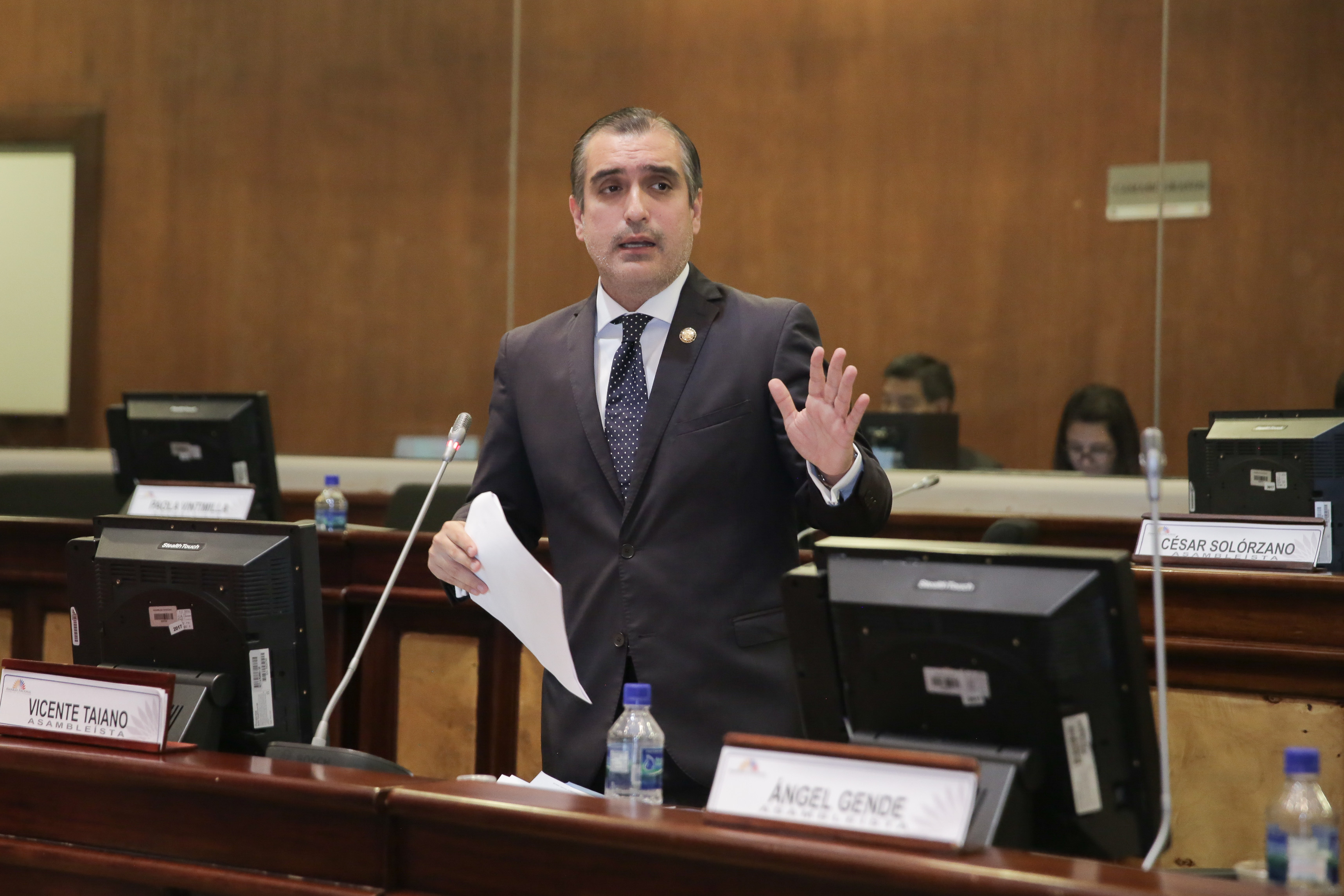
Taiano en marzo de 2018.

Resultó elegido concejal del Municipio de Guayaquil tras las elecciones municipales de Guayaquil de 2009, donde obtuvo un edil. El 23 de noviembre de 2012, fue elegido por los concejales municipales como Secretario General de la Muy Ilustre Municipalidad de Guayaquil, en reemplazo de Henry Cucalón, quien en aquel entonces presentó su candidatura a ser asambleísta.
Dentro del Partido Social Cristiano, es cofundador junto a Josué Sánchez del proyecto político de liderazgo y formación juvenil denominado "La Cantera de la 6". El 2 de abril de 2016 fue designado como presidente provincial del Partido Social Cristiano en Guayas durante el período 2016-2020.
El 17 de noviembre renuncia a su cargo de secretario municipal del Concejo Cantonal de Guayaquil para postularse por el Partido Social Cristiano como representante del Distrito 2 de la provincia del Guayas a la Asamblea del Ecuador, ganando exitosamente una curul. Renuncia en julio de 2020 para asumir la gerencia de la Agencia de Tránsito Municipal (ATM) de Guayaquil.
En 2023, después de la muerte cruzada invocada por el presidente Guillermo Lasso y la renovación de la asamblea, obtuvo una vez más una curul en el legislativo. Para las elecciones de 2025, nuevamente se candidatea por el Partido Social Cristiano para terciar por un escaño en representación del distrito 2 de Guayas, sin embargo, no obtuvo los votos necesarios para llegar al cargo.